# Hans Bund

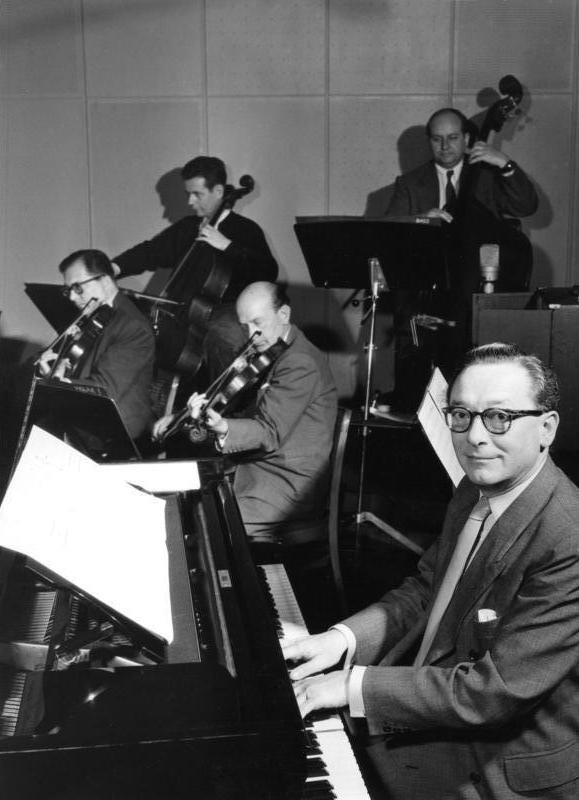
Hans Bund im Rundfunkstudio des WDR

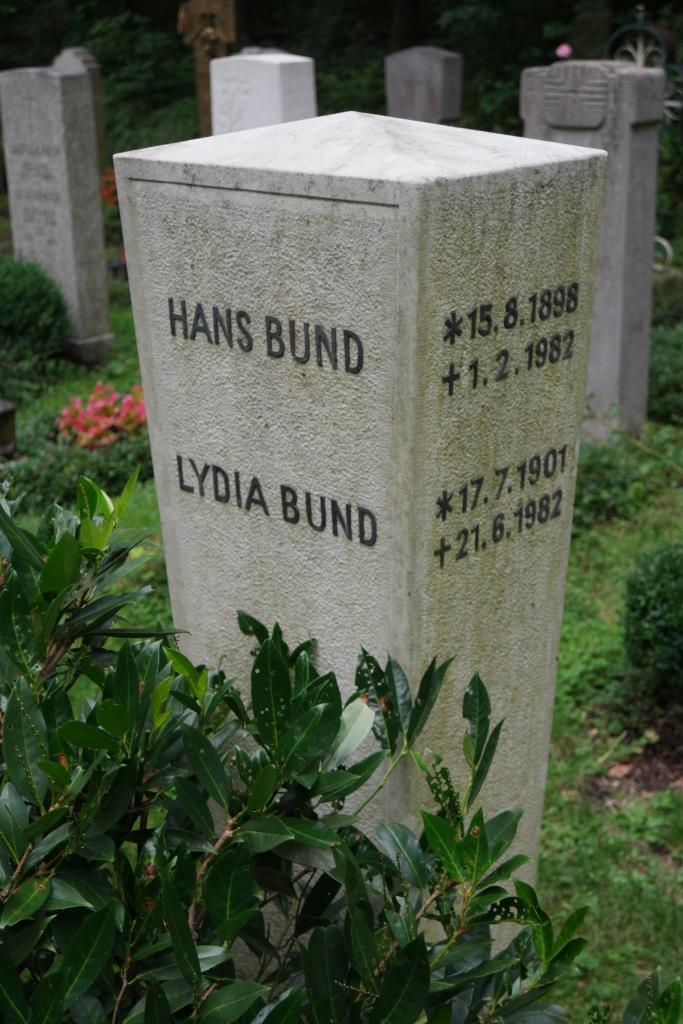
Grab von Hans Bund auf dem Waldfriedhof in München-Solln

Hans Bund (auch Jack Bund, * 15. August 1898 in Neunkirchen (Saarland); † 1. Februar 1982 in Rottach-Egern) war ein deutscher Pianist, Dirigent, Komponist und Arrangeur im Bereich der Unterhaltungsmusik.

## Leben
Er bekam ersten Klavierunterricht von seinem Vater, der Musiklehrer in Saarbrücken war. Anschließend studierte er Klavier und Orgel am Kölner Konservatorium bei Elly Ney und am Dr. Hoch’s Konservatorium in Frankfurt (Main). Später ging er nach Berlin, setzte seine Ausbildung an der Akademischen Hochschule für Musik in den Fächern Klavier, Orgel, Kontrapunkt, Komposition und Dirigieren unter anderem bei Ernst von Dohnányi fort und schloss sie 1919 mit Auszeichnung ab.
In den frühen 1930er Jahren gründete er am Berliner Kabarett „Schall und Rauch“ das „Hans-Bund-Jazz-Orchester“, das er als Pianist leitete und für das er die Arrangements schrieb. 1932 trat er mit ihm u. a. in dem Film Der Sieger mit Hans Albers auf. Nach Umbenennung als „Bravour-Orchester“ folgten weitere Film- und Rundfunkproduktionen. Er begleitete Sängerinnen und Sänger wie Gerda Gerold, Erna Sack, Mimi Thoma, Erwin Hartung, Fritzi Massary, Ernst Rolf, Rudi Schuricke und Richard Tauber und produzierte Schallplatten bei Carl Lindström, Telefunken, Odeon und Polydor. 1932 zum Reichssender Berlin gekommen, hatte er dort Ende der 1930er Jahre ein kleines Ensemble für Unterhaltungsmusik: „Bunds Piano-Rhythmiker“. 1942 übernahm er das „Berliner Unterhaltungsorchester“ von Otto Dobrindt, das 1944 auf die Gottbegnadeten-Liste des Reichsministeriums für Volksaufklärung und Propaganda kam.
Nach dem Ende des Nationalsozialismus wurde er im April 1946 vom britischen Supervisor für Musik am NWDR, Captain Ken Bartlett, beim Funkhaus Köln angestellt, um dort eine neue Kapelle zusammenzustellen. Er gründete daraufhin ein 35 Mann starkes Orchester, das bereits im Juni 1946 sein erstes Konzert hatte und aus dem sich 1947 das WDR Rundfunkorchester Köln entwickelte. Als kleinere Formation bildete er 1948 beim WDR ein neues Ensemble mit Namen „Hans Bund und seine Solisten“, das eher eine kammermusikalische Art des Musizierens bevorzugte und das er bis 1959 leitete. Nach seinem Ausscheiden aus dem WDR 1962 bezog er seinen Alterssitz in Rottach-Egern in Bayern und komponierte noch Stücke im Bereiche der Unterhaltungsmusik.

## Kompositionen
- Eine kleine Dorfgeschichte (1938)
- Erinnerung an ein Ballerlebnis (1939)
- In spanischen Gärten
- Albernes und Frivoles
- The little guards
- Fest im Belvedere
- Eine Viertelstund
- Liebe und Leben
- Der Charmeur
- Spanischer Tanz
- Blumen im Wind
- Con amore
- Tanz der Puppen

## Diskografie
- My Baby Parlafone 1932
- Vägen som går dit är lång lång lång (mit Ernst Rolf), 1932
- Teddybärs Picknick, Odeon O-11744b
- Für ein bisschen Sonne (Bathing in the sunshine), Telefunken O-11658b
- Peter, Peter (mit Gerda Gerold), Odeon O-11640b
- Auf einem Regenbogen (I’m dancing on a rainbow), Telefunken 1932
- Ein Lied geht um die Welt Telefunken 1933
- Orient-Express, Telefunken 1933
- SOS, Telefunken 1934
- Marietta, mit Rudi Schuricke, Imperial 1938
- Kannst Du pfeifen, Johanna, mit Erwin Hartung, Telefunken A1546
- Was bin ich ohne Dich, mit Erwin Hartung, Telefunken A1665
- Was bin ich ohne dich Telefunken A1665
- Für eine Nacht voll Seligkeit, Polydor 1941
- Die alte Laube (aus Briefe des Herzens), mit Mimi Thoma, Polydor 47809/B
- Die Moritat vom kleinen Gedanken, mit Mimi Thoma, Polydor 47985/A
- Wenn es Frühling wird, Bunds’s Piano Rhythmiker, Parlophon 11570, 1941
- Nur eine Nacht voller Seligkeit, Bunds’s Piano Rhythmiker, Parlophon 11570, 1941
- Wiener Bonbon, Hans Bund, großes Tanzorchester, Polydor 47590A, 1941
- Geschichten aus dem Wiener Wald, Hans Bund, großes Tanzorchester, Polydor 47590B, 1941
- Frühlingsstimmen, Hans Bund, Tanzorchester, Polydor 47650A, 1941
- An der schönen blauen Donau, Hans Bund, Tanzorchester, Polydor 47650B, 1941
- Ja, grün ist die Heide, Hans Bund, Bravour-Tanzorchester, Odeon O-11714a
- Harlekin, Hans Bund, Bravour-Tanzorchester, Odeon O-11714b
- Das war der Graf von Rüdesheim, Orchester Hans Bund, Gesang Willi Weiss, Telefunken A1511
- Bremer Stadtmusikanten, Orchester Hans Bund, Gesang Willi Weiss, Telefunken A1511
- Wenn der Brummbaß brummt, bin ich verliebt, Orchester Hans Bund, Ges.Erwin Hartung, Telefunken A1617
- Horch, der Kuckuck!, Orchester Hans Bund, Gesang Erwin Hartung, Telefunken A1617
- Ganz leis' erklingt Musik, Orchester Hans Bund, Gesang Rudi Schuricke, Polydor 47595A mx. 19½GX9

## Filmografie
- Der Sieger, Regie: Hans Hinrich, mit Hans Albers u. a., Berlin 1932
- Das himmelblaue Abendkleid, Regie: Erich Engels, Berlin 1941